# Raststation Bodensee

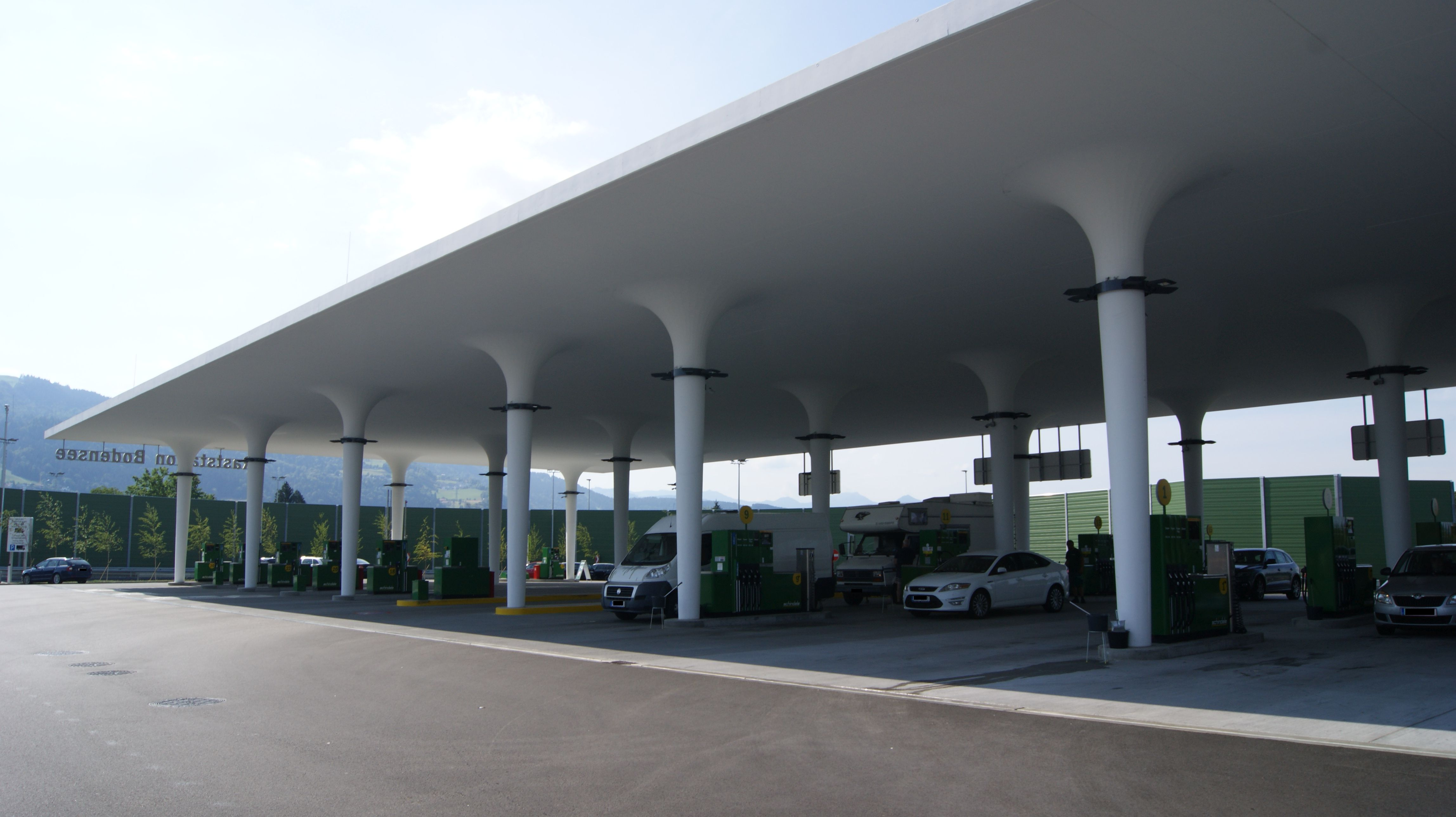
Raststation Bodensee, Tankstellenbereich, mit den gut erkennbaren, dominanten, dendriförmigen weißen Säulen und Kapitellen

Die Autobahn-Raststation Bodensee (auch Raststätte Hörbranz oder Raststation Bodensee Hörbranz) liegt im Bundesland Vorarlberg in Österreich an der Rheintal Autobahn A14 (E43/E60) und geht direkt in die deutsche Bundesautobahn 96 an der deutsch-österreichischen Grenze bei Hörbranz über.
Es ist dies die einzige Autobahn-Raststation mit dendriförmigen weißen Säulen und Kapitellen. Diese dominieren die ganze Konstruktion.

## Geschichte
Die Anfang der 1970er-Jahre auf Gemeindegebiet von Hörbranz südwestseitig und nordostseitig der Rheintal Autobahn A14 errichteten Autobahnzollämter samt Park- und Kontrollplätzen wurden durch den Wegfall der Grenzkontrollen nach Österreich am 1. Dezember 1997 obsolet. Seit 1997 erfolgten Untersuchungen zur Nachnutzung des ehemaligen Zollamtsplatzes. Auf dem Gelände war zu Beginn der 2000er-Jahre die Errichtung eines Gewerbeparks durch die Rhomberg Bau GmbH geplant gewesen, eine entsprechende Vereinbarung mit der ASFINAG wurde im August 2009 einvernehmlich aufgelöst, weil für die Anschlussstelle und die Anbindung an das Straßennetz keine Lösung gefunden werden konnte. Noch 2012 wurde von der ASFINAG als Alternative zur Raststätte ein LKW-Abstellplatz angedacht.
Die Gemeindevertretung der Gemeinde Hörbranz fasste am 9. Dezember 2009 den Grundsatzbeschluss für ein Widmungsverfahren zur Errichtung einer Autobahnraststätte. Mit der Inbetriebnahme wurde Mitte 2012 gerechnet. Anfang 2010 wurde von der ASFINAG die Ausschreibung für die Nachnutzung des ehemaligen Grenzzollamtes als Raststation erstellt. Der Zuschlag an das Konsortium um die Vorarlberger Rhomberg Gruppe erfolgte im Juni 2010. Im Juli 2010 begannen die Planungen.
Gegen die Nachnutzung und insbesondere die ursprünglich geplante Bauausführung der Raststation haben sich Anwohner und andere Kritiker vor allem wegen des befürchteten Lärms und eines unnötigen Flächenverbrauchs lange gewehrt. Auch eine Lindauer Bürgerinitiative hatte wegen des befürchteten Zuwachses an Verkehr, Lärm und Abgasen eine Petition an den bayerischen Landtag gestellt. Gegen den Umwidmungsbescheid der Gemeinde Hörbranz legte auch die Landesvolksanwältin, Gabriele Strele, beim Verfassungsgerichtshof (VfGH) erfolgreich Beschwerde ein. Im Rahmen einer Volksabstimmung haben sich trotz der Bedenken rund 74 Prozent der wahlberechtigten Bürger für die Raststation in Hörbranz ausgesprochen.
Die My Stop A4 AG, die als Betreiberin des Shops und Restaurants vorgesehen war, zog sich 2013 aus dem Projekt zurück.
Im Februar 2014 begannen die erforderlichen Verfahren bezüglich Baurecht, Gewerberecht, Wasserrecht, Forstrecht, Natur- und Landschaftsschutz der Bezirkshauptmannschaft in Bregenz.
Nach Ablehnung aller Beschwerden durch das Vorarlberger Landesverwaltungsgericht und den Verwaltungsgerichtshof gegen das Projekt und einer Bestätigung des Flächenwidmungsplanes durch den Verfassungsgerichtshof begannen im November 2016 die ersten Bauarbeiten (Abbruch des Gebäudes Autobahn 2) zur Projektverwirklichung und im Februar 2017 die Bauarbeiten.
Die Raststation Bodensee Hörbranz wurde am 3. Juli 2018 offiziell eröffnet.

## Lage und Betrieb
Die Raststation liegt direkt an der Autobahn A14, südwestlich der Autobahn, vollständig im Gemeindegebiet Hörbranz auf etwa 408 m ü. A. Die Bundesgrenze zu Deutschland ist etwa 50 Meter entfernt (Beginn der Ausfahrt). Vom Zentrum der Gemeinde Hörbranz ist die Autobahnraststation etwa 1500 Meter Luftlinie entfernt, von Lindau-Zech etwa 700 Meter und von Lindau (Insel) etwa 4000 Meter.

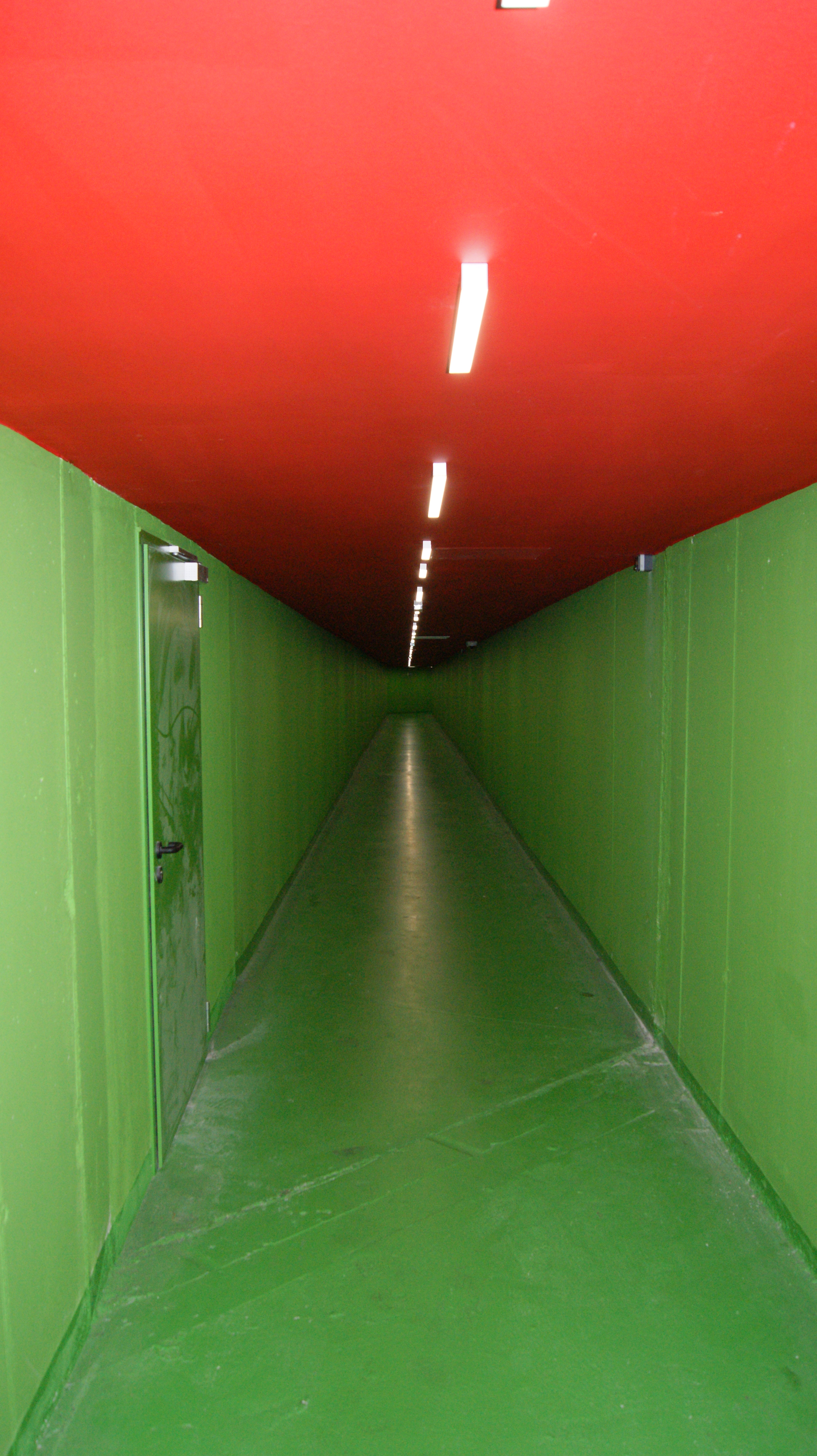
Die Unterführung zwischen dem nordöstlichen und südwestlichen Teil

Unterhalb der Raststation und der Autobahn wird der Mühlbach durchgeführt, der in diesem Bereich etwa von Norden nach Süden verläuft und in den Bodensee mündet.
Die Autobahnraststation ist die einzige in Vorarlberg, die direkt an die deutsche Grenze anschließt, und sie liegt nur wenig über dem tiefsten Punkt des Landes (Bodensee 395 m ü. A.). Die Raststation kann direkt von der deutschen Bundesautobahn 96 angefahren werden. Von der Fahrtrichtung von Bregenz zur deutschen Bundesgrenze besteht eine Zufahrt für PKW und zudem eine unterirdische Wegverbindung für Fußgänger.
Die südwestlich gelegene Raststation ist täglich 24 Stunden geöffnet, weitgehend behindertengerecht gestaltet und für den PKW- und LKW-Verkehr geeignet. Von der Raststation ist ein direkter Blick auf den Pfänder (1062 m ü. A.) möglich.
Die Raststation wird von der Raststation Bodensee Hörbranz GmbH betrieben. Es handelt sich dabei um eine Zusammenarbeit aus je einem Unternehmen aus Deutschland, Österreich und der Schweiz.

## Liegenschaft, Architektur, Trivia
Die Liegenschaft steht im Eigentum der ASFINAG, die ein Baurecht der Raststation Bodensee Hörbranz GmbH auf 30 Jahre eingeräumt hat.

### Raststation
Die Betreiber sehen den Stil der südwestlich gelegenen Autobahnraststation als Hommage an die Vorarlberger Architekturtradition und als ein Vorzeigeprojekt für schonende Ressourcennutzung. Leitidee bei der Errichtung der Raststation sei es, einen nachhaltig bewirtschafteten Raststationsbetrieb zu schaffen.

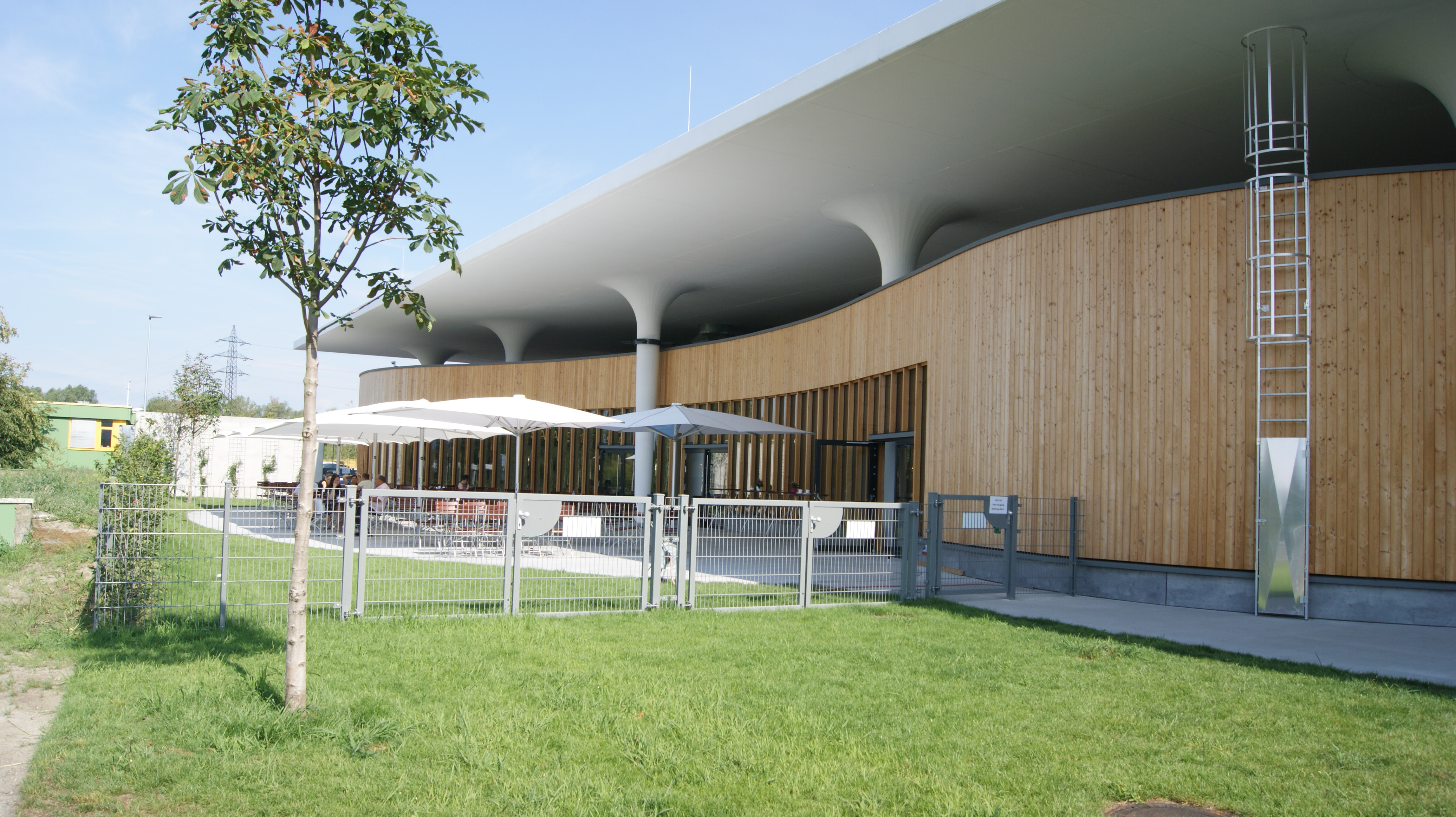
Shop und Terrasse

Die von weitem sichtbare und die Liegenschaft beherrschende Beton-Konstruktion besteht aus einer schlanken, etwa 120 Meter langen, weißen Dachkonstruktion (Flugdach) mit 3861 m², die von 33 (11 × 3) dendriförmigen weißen Säulen aus Stahlbeton getragen wird. Die 7,28 Meter hohen Säulen sind konisch geformt, die sich von 42 Zentimeter an der Basis auf 68 Zentimeter zum Kapitell verdicken. Auf den Säulen ist je ein schmuckloses Kapitell mit 3,30 Meter Durchmesser übergangslos aufgesetzt. Diese Konstruktion soll einen riesigen Tisch darstellen.
Unterhalb dieses Daches befindet sich eine nierenförmige Stahl-Holzkonstruktion (Zwetschke) mit Stahlbetondecken, in der das Restaurant mit Terrasse ebenerdig untergebracht ist sowie die Zapfsäulen der Tankstelle. Die WC-Anlagen befinden sich im Untergeschoß. Es wurden bei der neu gebauten Raststation nach Möglichkeit nachhaltige Baustoffe für die Erstellung des Gebäudes verwendet. Das Restaurant wurde mit 250 Sitzplätzen im Innenbereich konzipiert und auf der Terrasse sind weitere 120 Sitzplätze vorgesehen. Es werden etwa 80 Mitarbeiter beschäftigt.
Eine unterirdisch geführte Anbindung führt durch den seit den 1970er-Jahren bestehenden, nun neu gestalteten Verbindungsgang, zum nordöstlichen Teil. Diese Unterführung ist sehr dominant mit mehreren Videoüberwachungskameras in Dome-Ausführung ausgestattet.
Ein bestehendes Gebäude der Zollverwaltung, Autobahn 4, ist erhalten geblieben.

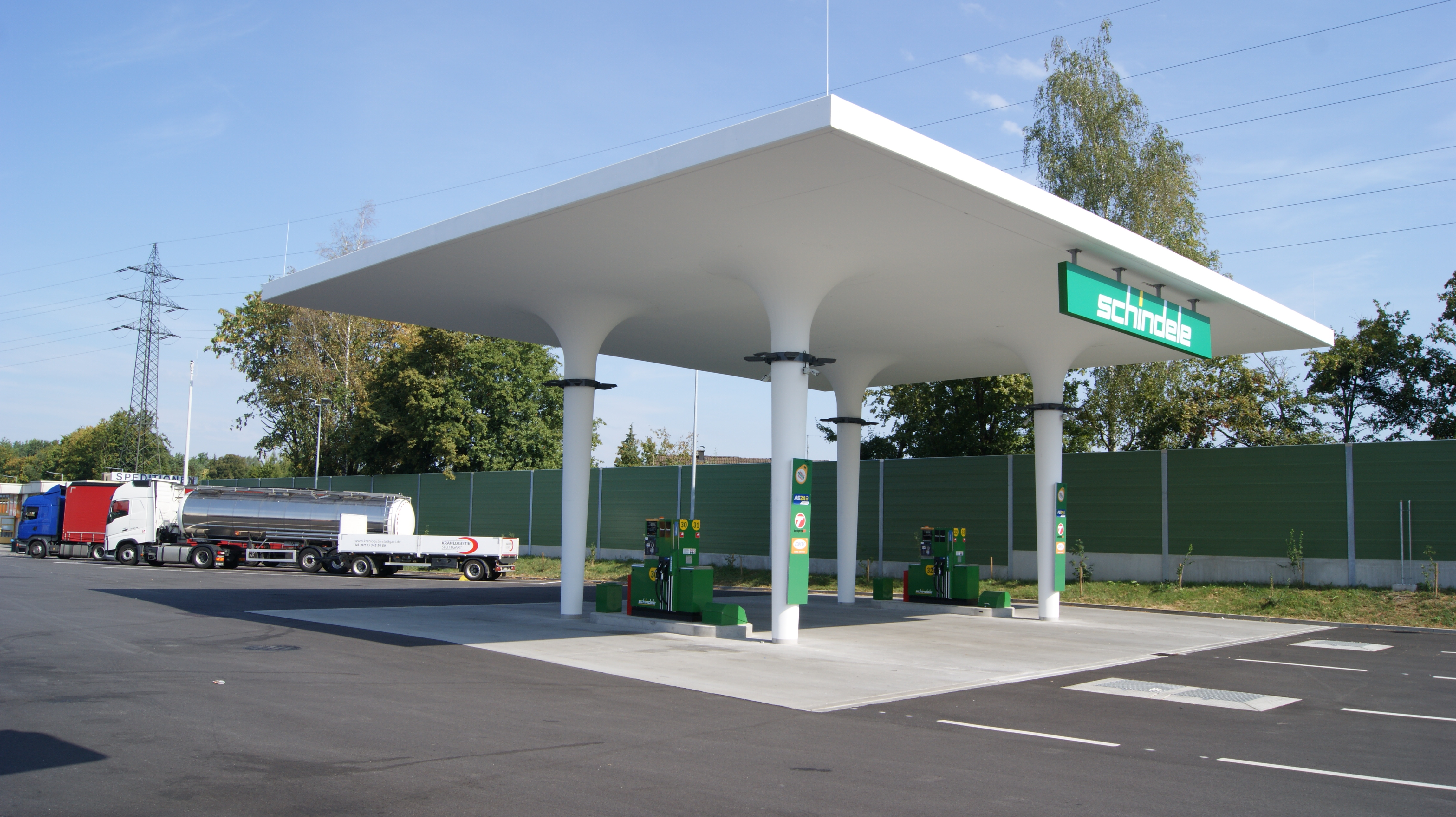
LKW-Tankstelle auf dem nordöstlichen Teil

### Nordöstlicher Teil und Zollgebäude
Die nordöstlich befindlichen bestehenden Gebäude der Zollverwaltung wurden ebenfalls erhalten und sind langfristig an den deutschen Zoll vermietet. Ebenfalls wurde eine Abstellmöglichkeit für Großraum- und Schwertransporte und Sondertransporte belassen. Neu errichtet wurden auf dieser Seite der A14 Tank-Zapfsäulen für LKW unter einem kleineren weißen Flugdach als südwestseitig und nur mit vier konischen Säulen und Kapitellen.
Eine wichtige Maut-Kontrollstelle der ASFINAG befindet sich ebenfalls auf diesem nordöstlichen Teilbereich.

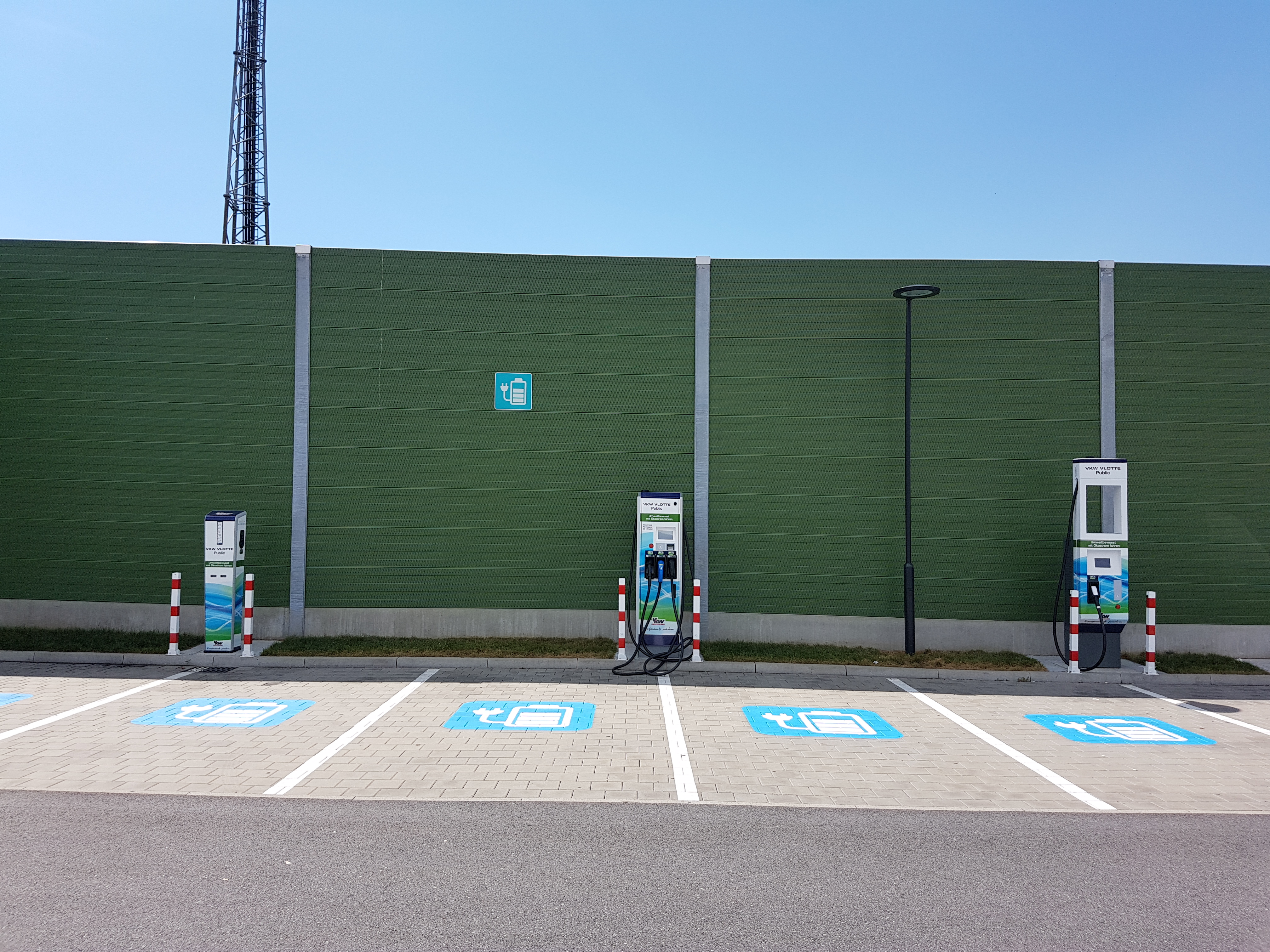
Elektrotankstellen an der Bodensee Raststation

### Trivia
Bei der Raststation befinden sich E-Ladestationen der Vorarlberger Kraftwerke (Vlotte) und ein Ultraschnelllader. Diese 150-Kilowatt-E-Tankstelle ist die erste in Österreich.

## Eckdaten Raststation
- Auftraggeber: Raststation Bodensee Hörbranz GmbH.
- Betreiber: Gruppe Thurau (Restaurant/Shop); Schindele HandelsGmbH & Co. KG (Tankstelle); Rhomberg Gruppe (Beteiligung)
- Baujahr: 2017–2018
- Bezug und Probebetrieb: Juni 2018[6]
- Offizielle Eröffnung 3. Juli 2018
- Bauzeit: Mitte April 2017 – Ende April 2018[32]
- Baukosten: etwa EURO 17.000.000
- Flächenverbrauch: 40.000 m²[18]
- Spezialschalung für die dendriförmigen Säulen und Kapitelle: Hünnebeck Austria
- Planung: Architekturbüro Dipl.-Ing. Christian Lenz, Schwarzach: Christian Lenz, Gerhard Matt, Much Edler, Katrin Spiegel.[28]
- Inneneinrichtung: Aichinger GmbH, Wangen im Allgäu